# AGM-183 ARRW

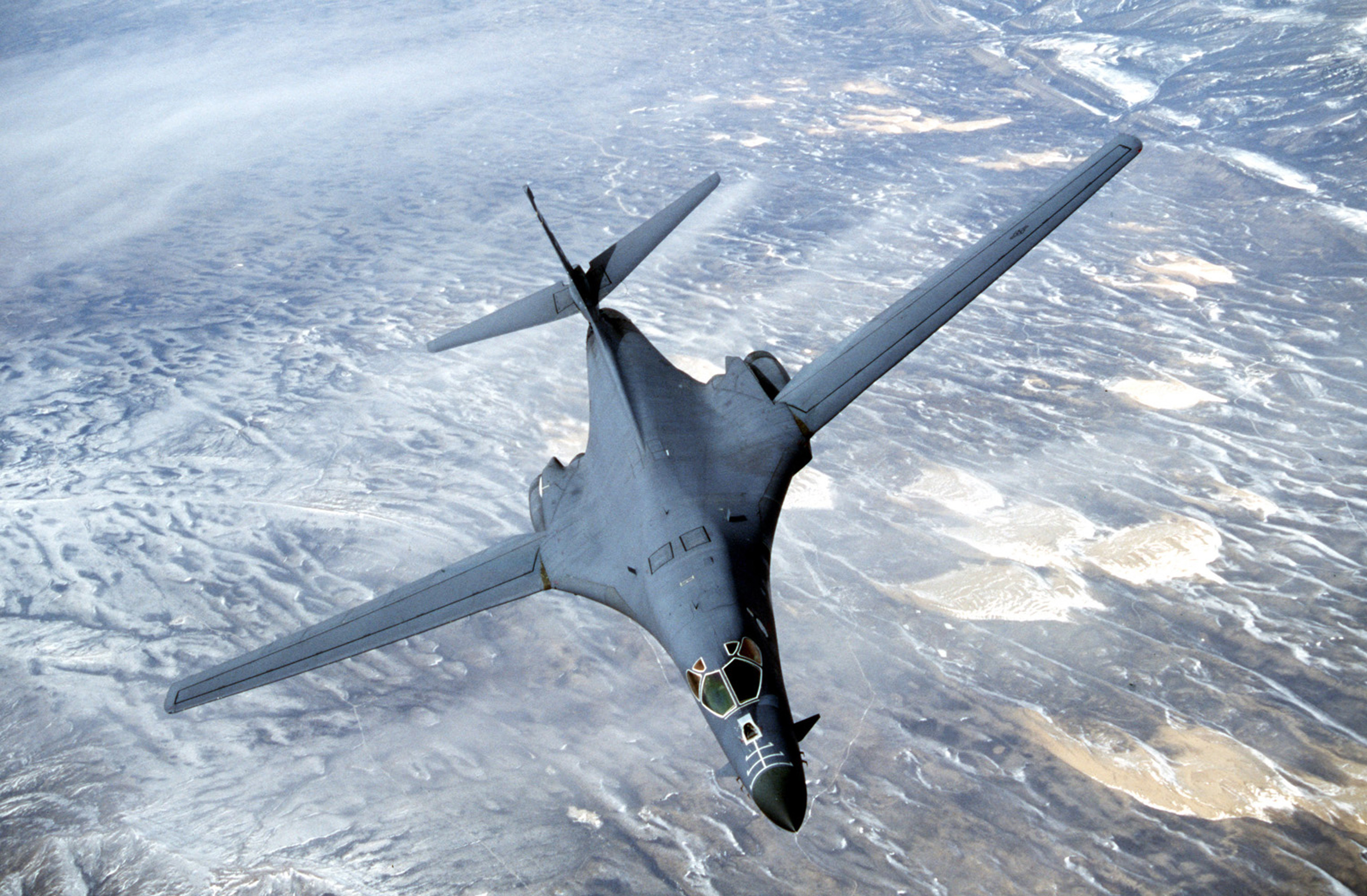
Selon Popular Mechanics, l'U.S. Air Force envisage d'utiliser la flotte restante de B-1B comme plateforme de lancement de l'AGM-183 ARRW.

L'AGM-183 ARRW (Air-Launched Rapid Response Weapon) est un missile de croisière hypersonique développé par Lockheed Martin pour l'US Air Force. L'arme boost glide (propulsée-planée) est lancée par un bombardier en vol, auto-propulsée par moteur-fusée à une vitesse pouvant atteindre Mach 20 avant de planer vers sa cible a été testée au début des années 2020.

## Historique

### Essais en vol
Lors de sa toute première tentative de lancement le 5 avril 2021, le missile n'a pas réussi à se séparer du pylône du bombardier B-52. Il n'a pas réussi à allumer son propulseur après séparation lors de la deuxième tentative en juillet et n'a pas réussi à se séparer à nouveau lors de la troisième tentative en décembre.
Le 14 mai 2022, le quatrième essai en vol de l'ARRW a été réalisé avec succès au large des côtes de Point Mugu en Californie du Sud. L'arme a été lancée depuis un B-52H Stratofortress. La phase de combustion du propulseur s'est effectuée sur la durée prévue et l'arme a pu atteindre des vitesses supérieures à Mach 5 (6 000 km/h).
Le 9 décembre 2022, un autre essai à lieu avec succès depuis un B-52H. Le missile a atteint « une vitesse hypersonique cinq fois plus élevée que la vitesse du son, a suivi son itinéraire de vol et a explosé » dans la zone prévue.
Le 13 mars 2023, un test au cours duquel il a été tiré depuis un B-52H au large de la Californie est un échec.

## Fin du programme
Le 29 mars 2023, le secrétaire adjoint de l'Air Force pour l'acquisition, la technologie et la logistique Andrew P. Hunter indique que l’USAF « n'a pas actuellement l'intention de poursuivre les achats de suivi » de l’ARRW.
L'USAF demandait 150 millions de dollars pour la poursuite de la recherche, du développement, des essais et de l’évaluation de l’ARRW dans la proposition du budget pour l’exercice 2024, contre 115 millions de dollars pour l’exercice 2023. Mais, son intérêt pour le programme semble avoir disparu à la suite de ce dernier échec. Les deux missiles restant à tester du programme devraient donc être tirés en 2024 mais dans un objectif de récolte de données et non de passage à la phase suivante du processus de développement du missile.
En février 2024, les missiles sont vus montés sur un B-52H à l'Andersen Air Force Base pour une formation aux armes hypersoniques.

## Caractéristiques
L'AGM-183A a une vitesse maximale revendiquée de 24 695 km/h, soit Mach 20.
Sa portée est estimée à 1 600 km.
L'arme est propulsée à une vitesse hypersonique par le propulseur sur lequel elle est montée avant de planer vers sa cible. Selon Popular Mechanics, l'US Air Force envisageait, en avril 2020, d'utiliser la flotte restante de bombardiers B-1B comme plateformes de tir, chaque avion pouvant transporter jusqu'à 31 armes en interne ou sur pylônes externes.